# Luiz Fernando (calciatore 1988)
Luiz Fernando Corrêa Sales, detto Luiz Fernando (Carmo da Mata, 17 luglio 1988), è un calciatore brasiliano, centrocampista dell'Al-Hidd.